# Megophrys nasuta
Megophrys nasuta és una espècie d'amfibi que viu al sud de Tailàndia i Malàisia, Singapur, Sumatra i Borneo.
Té una protuberància epidèrmica sobre el morro (que justifica el seu nom específic nasuta) i una mena de banya de pell sobre cada ull, i sota la pell de l'esquena té una protecció òssia, fent tot plegat un aspecte força estrany. Els mascles tenen una llargada de 70 a 105 mil·límetres, i les femelles són una mica més grosses, de 90 a 125 mm.
Els adults són d'hàbits terrestres. Viu en boscos pluvials intactes de terres baixes i submontans, buscant la proximitat de corrents d'aigua dins del bosc, on viuen els capgrossos.